# 25 años de música
Congreso: 25 años de música, es el decimocuarto disco oficial de Congreso, grabado y editado por EMI Music Chile en 1994. Este disco es para conmemorar los 25 años del grupo, junto a artistas como: Isabel Parra, León Gieco, Eduardo Gatti, José Seves y Claudio "Pajarito" Araya. Además, se cuenta la presencia de exintegrantes como Joe Vasconcellos, Ernesto Holman y Fernando González.

## Historia
Luego de dos años de giras por el país y el extranjero, Congreso vuelve a Chile a preparar la celebración de sus 25 años. La EMI, los contrata y gestiona la celebración de los 25 años en el Velódromo del Estadio Nacional de Chile, junto a grandes artistas. Luego de ese gran concierto el grupo lo repite, pero de forma más íntima en la sala SCD, en dónde registran esta placa.

## Música y lírica
Este disco, muestra versiones en vivo de temas clásicos, aunque, contiene dos temas inéditos: "En horario estelar" dedicado a Víctor Jara, y en el que menciona el conflicto en Ruanda; y "Una señal de amor", un bolero romántico.

## Lista de canciones
1. En horario estelar. (...a Victor en estos días...) (Francisco Sazo - Sergio "Tilo" González)
2. hasta en los techos. (Sergio "Tilo" González)
3. Hijo del sol luminoso. (Joe Vasconcellos)
4. Una señal de amor. (Mariela González - Sergio "Tilo" González)
5. Nocturno. (Francisco Sazo - Sergio "Tilo" González)
6. Canción de la Verónica. (Verónica Doerr - Renato Vivaldi - Fernando González)
7. Romance. (Francisco Sazo - Fernando González)
8. El sombrero de Rubén. (Sergio "Tilo" González)
9. Vuelta y vuelta. (Sergio "Tilo" González)
10. En el patio de Simón. (Mariela González - Sergio "Tilo" González)
11. El color de la iguana. (Francisco Sazo - Arturo Riesco)
12. Viaje por la cresta del mundo. (Sergio "Tilo" González)
13. En todas las esquinas. (Francisco Sazo - Sergio "Tilo" González)

## Integrantes
- Sergio "Tilo" González: composición, batería, dum-dum, guitarra acústica.
- Francisco Sazo: voz, tarkas, flauta dulce.
- Hugo Pirovic: flauta traversa, flauta dulce,dum-dum, saxo alto, coros.
- Jaime Vivanco: piano, teclados.
- Jaime Atenas: saxo soprano, tenor, flauta traversa, ewi.
- Jorge Campos: bajo eléctrico, contrabajo, coros.
- Raúl Aliaga: marimba, congas, percusión indígena, cajón.
- Patricio González: violoncelo, charango, guitarra.

## Invitados
- Isabel Parra: voz en "Canción de la Verónica" y "Romance".
- León Gieco: voz y armónica en "En Horario estelar".
- Eduardo Gatti: voz y guitarra en "Vuelta y vuelta" y "En el patio de Simón".
- Joe Vasconcellos: voz en "Hijo del sol luminoso". Percusión los temas: 2,4,5,7,8,10 y 12.
- José Seves: voz y cajón en "El color de la iguana".
- Horacio Durán: voz y charango en "El color de la iguana".
- Fernando González: guitarra eléctrica en "Hijo del sol luminoso", "Canción de la Verónica" y "Romance".
- Claudio "Pajarito" Araya: cuatro en "Canción de la verónica" y "En horario estelar"; tiple en "Hijo del sol luminoso".
- Ernesto Holman: bajo fretless en "Viaje por la cresta del mundo".

- Datos: Q5397613